# Siska (musikalbum)
Denna artikel handlar om Luftstråks album Siska. För filmen med samma namn, se Siska (film).
Siska är folkmusikstrion Luftstråks andra studioalbum, utgivet 2008.

## Låtlista
Alla låtar är skrivna av Sven Ahlbäck.
1. "Skarv" - 1:26
2. "Yrr" - 4:00
3. "Skog" - 3:54
4. "Gladan" - 4:37
5. "Skogsbässen" - 3:09
6. "Spinn" - 4:09
7. "Stäva" - 1:38
8. "Flykt" - 4:59
9. "Bleke" - 2:05
10. "Maxlax" - 4:54
11. "Lysleken" - 2:57
12. "Fragment" - 1:22
13. "Siska" - 4:42
14. "Syster Arto" - 4:01
15. "Mitt i juletid" - 5:37
16. "Stillt" - 2:32

## Mottagande
Skivan fick ett gott mottagande och har medelbetyget 4,2/5 på Kritiker.se, en sajt som sammanställer skivrecensioner. Musikmagasinet Lira kallade skivan "ett mästerverk".